# مسابقات جهانی پارا وزنه برداری ۲۰۱۰
مسابقات جهانی پارا وزنه برداری ۲۰۱۰ رقابتی برای ورزشکاران مرد و زن معلول بود که در تاریخ ۳ - ۹ مرداد ۱۳۸۹ (۲۵ تا ۳۱ جولای ۲۰۱۰) در استادیوم تیتی وانگسای شهر کوالالامپور مالزی برگزار شد . این مسابقه ۵ امین دوره مسابقات جهانی پارا وزنه برداری بود . در این رقابت ها ۲۹۲ ورزشکار از ۴۹ کشور شرکت داشتند . در این مسابقات سیامند رحمان از ایران پس از سه بار مهار وزنه های خود درخواست حرکت چهارم برای ثبت رکورد جهانی نمود و توانست با مهار وزنه ۲۸۵ کیلوگرمی رکورد نوجوانان و بزرگسالان جهان را به نام خود ثبت کند اما از آنجایی که حرکت چهارم در قوانین مسابقات جزء رکورد حساب نمی شود در نتیجه کاظم رجبی گلجه ای از ایران در جایگاه نخست ایستاد و سیامند رحمان در جایگاه دوم قرار گرفت .
در مجموع امتیازات تیمی این رقابت‌ها تیم مصر با کسب 72 امتیاز مقام نخست را به خود اختصاص داد، تیم چین با 66 امتیاز دوم شد و تیم ملی ایران با کسب 64 امتیاز جایگاه سوم را از آن خود کرد. کسب مقام سومی این دوره از رقابت‌ها از سوی ایران در حالی صورت گرفته است که این تیم تنها در بخش مردان به رقابت با رقبای جهانی پرداخت و دیگر تیم‌های شرکت کننده در دو بخش مردان و زنان حضور داشتند.

## تیم ملی جمهوری اسلامی ایران

### کادر فنی
سرپرست - سید محمدرضا میرشفیعی
سرمربی - داوود بهتاج
مربی - غلامرضا آستارکی و محمد جواد رازی و علی محمودی

### ورزشکاران
دسته ۴۸ کیلوگرم - صمد عباسی
دسته ۵۲ کیلوگرم - مرتضی دشتی
دسته ۵۶ کیلوگرم - نادر مرادی  و یوسف یوسفی
دسته ۶۰ کیلوگرم - حمزه محمدی (بزرگسالان)  و علی نجات خواه (جوانان)  و سعید نصیری (جوانان) 
دسته ۶۷.۵ کیلوگرم - علی حسینی (بزرگسالان)  و روح الله رستمی (جوانان)  و محمد عبدلی
دسته ۷۵ کیلوگرم - مجید فرزین (بزرگسالان)  و سید حامد صلحی پور (جوانان) 
دسته ۸۲.۵ کیلوگرم - سعید رسولی 
دسته ۹۰ کیلوگرم - علی صادق‌زاده 
دسته ۱۰۰+ کیلوگرم - کاظم رجبی  و سیامند رحمان 

## مدال آوران

### مردان
| Event    | طلا                          | نقره                                 | برنز                               |
| -------- | ---------------------------- | ------------------------------------ | ---------------------------------- |
| 48 kg    | Omar Qarada · اردن           | Taha Adel · مصر                      | Mustafa Radhi · عراق               |
| 52 kg    | Ashraf Ibrahim · مصر         | Qi Feng · چین                        | Hussein Juboori · عراق             |
| 56 kg    | Sherif Othman · مصر          | Rasool Mohsin · عراق                 | Nader Moradi · ایران               |
| 60 kg    | Hamzeh Mohammadi · ایران     | Ayrat Zakiev · روسیه                 | Quanxi Yang · چین                  |
| 67.50 kg | Liu Lei · چین                | Ali Hosseini · ایران                 | Shaaban Ibrahim · مصر              |
| 75 kg    | Majid Farzin · ایران         | Mutaz Zakaria Daoud Aljuneidi · اردن | Abdelkalik Abdelkalik · مصر        |
| 82.5 kg  | Metwaly Mathana · مصر        | Mohamed Mamdouh El Dib · مصر         | Gu Xiaofei · چین                   |
| 90 kg    | Hany Abdelhady · مصر         | Pavlos Mamalos · یونان               | Ali Sadeghzadehsalma · ایران       |
| 100 kg   | Tian Pingguang · چین         | Moatsem Ahmed · لیبی                 | Elshan Huseynov · جمهوری آذربایجان |
| +100 kg  | Kazem Rajabi Golojeh · ایران | Siamand Rahman · ایران               | Faris Al-Ajeeli · عراق             |

### زنان
| Event    | طلا                       | نقره                         | برنز                         |
| -------- | ------------------------- | ---------------------------- | ---------------------------- |
| 40 kg    | Nazmiye Muslu · ترکیه     | Lidiia Soloviova · اوکراین   | Fu Tiecan · چین              |
| 44 kg    | Zeinab Oteify · مصر       | Justyna Kozdryk · لهستان     | Laura Cerero Gabriel · مکزیک |
| 48 kg    | Olesya Lafina · روسیه     | Shi Shanshan · چین           | Xiao Cuijuan · چین           |
| 52 kg    | Tamara Podpalnaya · روسیه | Wang Hongchan · چین          | Ozlem Becerikli · ترکیه      |
| 56 kg    | Yang Yan · چین            | Gihan Baioumy · مصر          | Irina Kazantseva · روسیه     |
| 60 kg    | Souhad Ghazouani · فرانسه | Amalia Perez Vazquez · مکزیک | Amal Osman · مصر             |
| 67.5 kg  | Amany Ali · مصر           | Arawan Bootpo · تایلند       | Wang Zhiping · چین           |
| 75 kg    | Lin Tzu-hui · تایوان      | Randa Mahmoud · مصر          | Lyubov Semenyuk · اوکراین    |
| 82.5 kg  | Hassan Geehan · مصر       | Huda Ali · عراق              | Sahar El-Gnemi · لیبی        |
| +82.5 kg | Perla Bárcenas · مکزیک    | Deahnne McIntyre · استرالیا  | Liudmila Hreben · بلاروس     |